# Jonas Neubauer
Jonas Neubauer (n. 21 noiembrie 1981, Los Angeles, California, SUA – d. 5 ianuarie 2021, Kaʻaʻawa⁠(d), Honolulu County⁠(d), Hawaii, SUA) a fost un barman⁠(d) american și jucător profesionist de Tetris, câștigător de 7 ori al Classic Tetris World Championship (Campionatul mondial de Tetris clasic).

## Carieră
Jonas Neubauer a început să joace Tetris la vârsta de 6 sau 7 ani la calculatorul Macintosh al unchiului său și a început să joace versiunea NES la vârsta de 9 ani. În noiembrie 2006 a publicat prima înregistrare cunoscută a unui „maxout” – scor de 999.999 de puncte –, iar în septembrie 2008 a încărcat prima înregistrare a unui „maxout” realizat începând de la nivel 19.
Jonas a concurat la prima ediție a Classic Tetris World Championship din 2010, pe care a câștigat-o învingându-l în finală pe Harry Hong. A câștigat și următoarele trei turnee, iar în 2014 i-a cedat în finală aceluiași Harry Hong în 2014. Până în 2017, Neubauer a mai câștigat trei campionate mondiale, iar în finala din 2018 a fost învins de Joseph Saelee, în vârstă de 16 ani.
| An   | Reușită   | Adversar în ultimul joc   | Note   |
| ---- | --------- | ------------------------- | ------ |
| 2010 | Locul 1   | Harry Hong                |        |
| 2011 | Locul 1   | Alex Kerr                 |        |
| 2012 | Locul 1   | Mike Winzinek             | [ 11 ] |
| 2013 | Locul 1   | Harry Hong                | [ 11 ] |
| 2014 | Locul 2   | Harry Hong                | [ 11 ] |
| 2015 | Locul 1   | Sean "Quaid" Ritchie      | [ 11 ] |
| 2016 | Locul 1   | Jeff Moore                | [ 11 ] |
| 2017 | Locul 1   | Alex Kerr                 | [ 11 ] |
| 2018 | Locul 2   | Joseph Saelee             | [ 11 ] |
| 2019 | Locul 25  | Paul Tesi                 | [ 11 ] |
| 2020 | primii 16 | Jacob "Huffulufugus" Huff |        |

În ianuarie 2018, în timp ce practica curățarea rapidă a 100 de linii, Neubauer a stabilit, accidental, un record mondial pentru cel mai rapid timp de obținere a 300.000 de puncte, și anume 1 minut și 57 de secunde. În iunie 2018, Jonas a stabilit un record mondial acumulând 1.245.200 de puncte; recordul a fost depășit între timp.

## Deces
Neubauer a murit în ianuarie 2021, la vârsta de 39 de ani, din cauza unei urgențe medicale neprevăzute.

### Moștenire
Trofeul ediției din 2021 a Classic Tetris World Championship a fost numit în memoria lui Jonas Neubauer și a fost confecționat în forma unei piese de tetris „J”, în locul trofeului obișnuit în forma piesei „T”.